# Birds (canción de Coldplay)
"'Birds'" (Aves) es una canción de la banda británica Coldplay, escrita por sus cuatro integrantes. Se lanzó como segunda pista del disco A Head Full of Dreams del año 2015. Fue producida por Rik Simpson y el dúo Stargate. No se lanzó como sencillo.

## Video musical
A pesar de no ser sencillo, contó con un video publicado en enero de 2016 en la cuenta oficial de YouTube de la banda. El video fue dirigido por Marcus Haney y se grabó en la "Montaña de la Salvación" en el desierto de Colorado. El video fue grabado con una cámara Super 8mm. Al respecto, el director comentó en Instagram: "Es un tributo en agradecimiento al difunto Leonard Knight por crear la Montaña de la Salvación y traer tanta alegría a todos los que se encuentran en ella".

## Recepción crítica
Stuart Berman, de Pitchfork, calificó la canción de "un disparo pop de estilo motor, de estilo Phoenix, que proporciona un raro momento de intensidad en un álbum que trata sobre el balanceo de brazos y el bombazo del Super Bowl".

## Créditos
- Chris Martin - voz, guitarra acústica, piano
- Jonny Buckland - guitarra eléctrica, sintetizador
- Guy Berryman - bajo, sintetizador
- Will Champion - batería, segunda voz
- Davide Rossi - cuerda

## Posicionamiento en listas
| Año  | Conteo                             | Posición |
| ---- | ---------------------------------- | -------- |
| 2015 | Países Bajos (Dutch40)             | 83       |
| 2015 | Estados Unidos (US Hot Rock Songs) | 31       |
| 2015 | Official UK Singles Chart          | 156      |